# 長州力
吉田光雄（日语：／ Yoshida Mitsuo，1951年12月3日—），原名郭光雄（韩语：／ Gwak Gwang-ung），擂台名長州力（日语：／ Chōshū Riki），韓裔日本半退休職業摔角手，綜合格鬥運動員。

## 外部連結
- 長州力オフィシャルホームページ （页面存档备份，存于）
- 長州力的Instagram帳戶
- 長州力的X（前Twitter）
- YouTube上的長州力【公式】RIKI CHANNEL頻道
- 長州力【公式】的TikTok